# Willem Johan Kouwenberg
Kapelaan Willem Johan Kouwenberg (23 juli 1927 – 25 juli 2004) was een bekende traditionalistische rooms-katholieke priester in Nederland.
Gedurende het Tweede Vaticaans Concilie (1962-1965), op 21 juli 1963, wordt Kouwenberg tot priester gewijd voor het bisdom Groningen.
Hij draagt na zijn priesterwijding gedurende enige jaren zorg voor katholieke parochies in Sneek andere Friese plaatsen en Duitsland , .
Hij houdt vast aan de oude Latijnse liturgie, de zogenaamde Tridentijnse H. Mis. Hij verzamelt dan groepen conservatieve katholieken om zich heen.
In 1980 richt W.J. Kouwenberg de Rooms-Katholieke Dogmatische Unie op in Tilburg. Vanaf dan zou hij de belangrijkste Nederlandse geestelijke vertegenwoordiger van het traditionalisme worden. Hij zette op eigen initiatief kapellen op in samenwerking met conservatieve katholieke leken-gelovigen. Hij celebreerde tot aan zijn dood in 2004 Missen in de verschillende kapellen en kerken van Stichting Dogmatische Unie.
Na zijn dood in juli 2004 werd hij in Tilburg begraven .
- International Standard Name Identifier: 0000 0003 9035 4963
- Nederlandse Thesaurus van Auteursnamen: 340482109
- Virtual International Authority File: 283959096